# Scenopinus niveus
Scenopinus niveus är en tvåvingeart som beskrevs av Becker 1907. Scenopinus niveus ingår i släktet Scenopinus och familjen fönsterflugor.
Artens utbredningsområde är Tunisien. Inga underarter finns listade i Catalogue of Life.